# Starcke National Park
Starcke National Park är en park i Australien. Den ligger i delstaten Queensland, omkring 1 600 kilometer nordväst om delstatshuvudstaden Brisbane. Starcke National Park ligger 317 meter över havet.
Trakten runt Starcke National Park är nära nog obefolkad, med mindre än två invånare per kvadratkilometer..
I omgivningarna runt Starcke National Park växer i huvudsak städsegrön lövskog. Genomsnittlig årsnederbörd är 1 319 millimeter. Den regnigaste månaden är mars, med i genomsnitt 441 mm nederbörd, och den torraste är augusti, med 7 mm nederbörd.